# 浑河大桥
浑河大桥位于沈阳市五里河与浑南区之间，是青年大街的一部分。浑河大桥在2003年11月14日建成通车，总造价4000余万元，桥长约480米，宽约50米，双向10车道。

## 老浑河桥
老浑河桥建于1942年，长664米，宽9米，整体为双悬臂式结构，桥墩为三柱式结构，是沈阳市浑河上最早的一座桥。已于2003年12月19日爆破拆除，现仅存1孔桥墩及其他部件，并树立纪念碑予以纪念。